# Khảo sát thiên văn

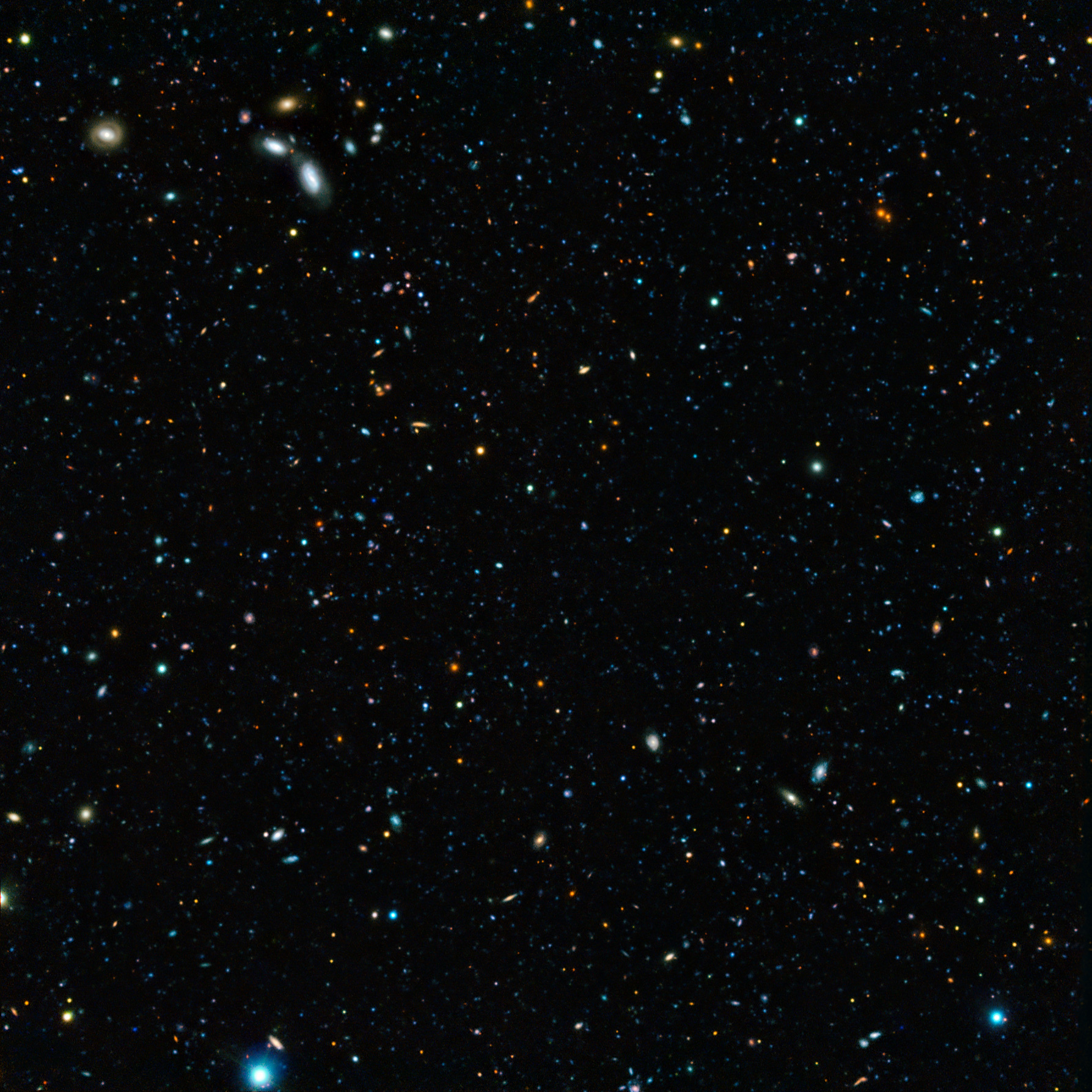
Hình ảnh tổng hợp của lĩnh vực HÀNG-Nam, kết quả của một cuộc khảo sát sâu bằng cách sử dụng hai trong số bốn kính viễn vọng khổng lồ dài 8.2 mét kết hợp Kính viễn vọng rất lớn của ESO

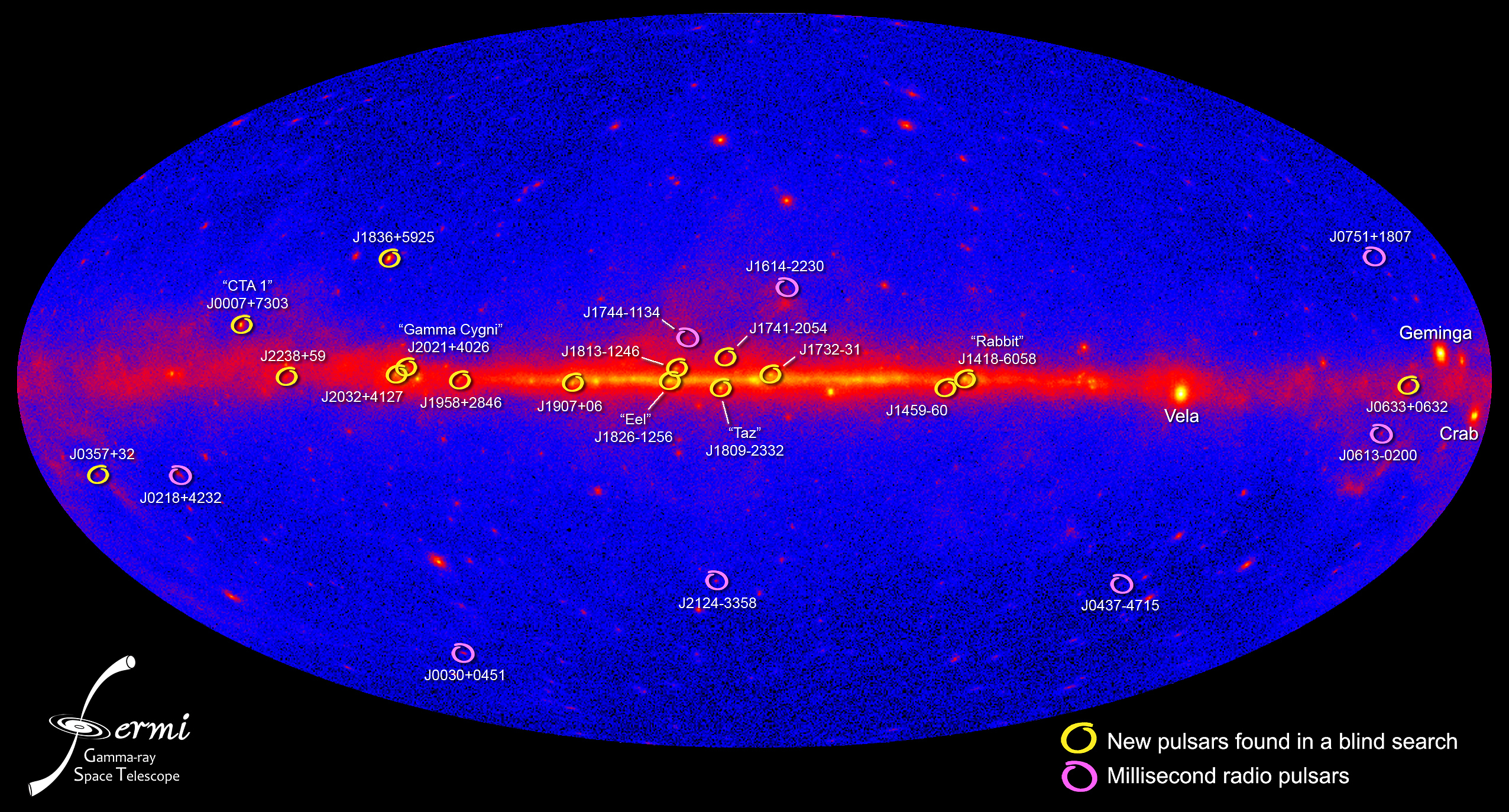
Các xung tia Gamma được phát hiện bởi Kính viễn vọng Không gian Tia Gamma

Một khảo sát thiên văn là một bản đồ hoặc hình ảnh chung của một vùng trên bầu trời thiếu một mục tiêu quan sát cụ thể. Ngoài ra, một cuộc khảo sát thiên văn có thể bao gồm một tập hợp nhiều hình ảnh hoặc quang phổ của các vật thể có chung một loại hoặc tính năng. Các khảo sát thường bị giới hạn ở một dải phổ điện từ do các giới hạn về thiết bị, mặc dù các khảo sát đa bước sóng có thể được thực hiện bằng cách sử dụng nhiều máy dò, mỗi máy nhạy với một băng thông khác nhau.
Các cuộc khảo sát thường được thực hiện như là một phần của việc sản xuất một danh mục thiên văn. Họ cũng có thể tìm kiếm các sự kiện thiên văn thoáng qua. Họ thường sử dụng máy chụp ảnh phóng xạ trường rộng.

## Giá trị khoa học
Các khảo sát bầu trời, không giống như quan sát mục tiêu của một vật thể cụ thể, cho phép các nhà thiên văn học lập danh mục các thiên thể và thực hiện các phân tích thống kê về chúng mà không cần quan sát quá dài. Trong một số trường hợp, một nhà thiên văn học quan tâm đến một đối tượng cụ thể sẽ thấy rằng hình ảnh khảo sát là đủ để làm cho thời gian của kính viễn vọng hoàn toàn không cần thiết.
Các khảo sát cũng giúp các nhà thiên văn học có được thời gian quan sát trên các kính thiên văn lớn hơn, mạnh hơn. Nếu các quan sát trước đây ủng hộ một giả thuyết, một ủy ban lập lịch kính viễn vọng có nhiều khả năng phê duyệt các quan sát mới, chi tiết hơn để kiểm tra nó.
Phạm vi khảo sát rộng khiến chúng trở nên lý tưởng cho việc tìm kiếm di chuyển các vật thể phía trước như tiểu hành tinh và sao chổi. Một nhà thiên văn học có thể so sánh các hình ảnh khảo sát hiện tại với các quan sát hiện tại để xác định vị trí các mục tiêu đang chuyển động; nhiệm vụ này thậm chí có thể được thực hiện tự động bằng phần mềm phân tích hình ảnh. Tương tự, hình ảnh của cùng một đối tượng được thực hiện bởi các khảo sát khác nhau có thể được so sánh để phát hiện các sự kiện thoáng qua như các ngôi sao biến thiên.